# غوردون جينينغز
غوردون جينينغز (بالإنجليزية: Gordon Jennings)‏ هو مصور سينمائي أمريكي، ولد في 1896 في سولت ليك في الولايات المتحدة، وتوفي في 11 يناير 1953 في هوليوود في الولايات المتحدة.

## وصلات خارجية
- غوردون جينينغز على موقع IMDb (الإنجليزية)
- غوردون جينينغز على موقع ألو سيني (الفرنسية)
- غوردون جينينغز على موقع أول موفي (الإنجليزية)
- غوردون جينينغز على موقع قاعدة بيانات الأفلام السويدية (السويدية)
- غوردون جينينغز على موقع قاعدة بيانات الفيلم (الإنجليزية)
- غوردون جينينغز على موقع كينوبويسك (الروسية)